# Lam Lay Yong
Lam Lay Yong (nombre de soltera Oon Lay Yong, en chino: 蓝丽蓉; en pinyin: Lán Lìróng, nacida en 1936) es una profesora de matemáticas jubilada. De 1988 a 1996, fue profesora en el Departamento de Matemáticas de la Universidad Nacional de Singapur durante 35 años.

## Biografía
Se graduó de la Universidad Nacional de Singapur (NUS) en 1957 y realizó estudios de posgrado en la Universidad de Cambridge, obtuvo su doctorado en 1966 y se convirtió en profesora en la Universidad de Singapur, donde fue ascendida a profesora titular en 1988, ejerciendo como tal hasta su jubilación en 1996.
De 1974 a 1990, Lam Lay Yong fue editora asociada de historia matemática. Lam fue miembro de la Academia Internacional de Historia de la Ciencia.
En 2002, Lam Lay Yong recibió el Premio Kenneth O. May por su contribución a la historia de las matemáticas. Lam fue la primera mujer en ganar este premio en el campo de la historia de las matemáticas. En su discurso de recepción, introdujo las matemáticas chinas antiguas y su influencia en las matemáticas del mundo.
Lam Lay Yong también ganó el NUS Outstanding Science Alumni Award 2005.